# Rosie Nangala Fleming
Rosie Nangala Fleming (nascida em 1928) é uma pintora e escultora Warlpiri.
O seu trabalho encontra-se incluído nas colecções do Museu de Arte de Seattle, na Galeria Nacional de Victoria e nos Museus e Galerias de Arte de Brighton e Hove.
Na década de 1970 fundou o Museu da Mulher Warlpiri.